# Nutraloaf
Nutraloaf, ibland kallat prison loaf (fängelselimpa), disciplinary loaf (strafflimpa), food loaf (matlimpa), confinement loaf (fångenskapslimpa), seg loaf eller special management meal (särskilt förvaltningsmål), är en maträtt som serveras i fängelser i USA till fångar som har uppvisat betydande beteendemässiga problem. Maträtten liknar till konsistensen köttfärslimpa, men har ett större antal olika ingredienser. Fångar kan serveras nutraloaf om de har gett sig på kriminalvårdare eller andra fångar med vässade bestick eller andra verktyg. Rätten är vanligtvis ytterst mild och smaklös, ibland till och med obehaglig, men kriminalvårdare menar att nutraloaf ger tillräckligt med näring för att hålla fångarna välmående utan att kräva att de använder bestick eller andra verktyg.

## Tillredning
Det finns många olika recept, som innehåller en rad olika livsmedel, från grönsaker, frukter, kött och bröd eller andra spannmål. Vissa versioner kan vara vegetariska eller helt veganska. Ingredienserna blandas och gräddas i en fast brödform. I vissa fängelser har den inget bestämt recept utan består av de vanliga fängelsemålen (inklusive drycker) sammanblandade. Ett vanligt recept görs på en blandning av vitt bröd, riven ost, olika grönsaker och blandas med vegetabiliska oljor, tomatpuré, torrmjölk och vakuumtorkade potatisflingor. Fångar behöver inte bestick för att äta rätten, och den serveras ofta på en pappersbit istället för på en bricka.

## Rättsliga invändningar
Även om nutraloaf har använts i många amerikanska fängelser är dess användning kontroversiellt. Den för fångarna ackrediterande organisationen American Correctional Associations standarder motverkar användandet av mat som ett bestraffningsmedel, men att ansluta till organisationens matstandarder är frivilligt. Att förneka fångar mat som en bestraffning har funnits vara grundlagsvidrigt av domstolarna, men eftersom limpan vanligtvis är näringsmässigt komplett, ses det ibland som en "kostförändring" snarare än en förnekelse av ordentlig mat.
Stämningar har gjorts i flera stater angående nutraloaf, däribland i Illinois, Maryland, Nebraska, New York, Pennsylvania, Washington och West Virginia. I mars 2008 tog fångar upp fallet inför Vermont Supreme Court och menade att, eftersom Vermonts delstatslag inte tillåter att mat används som bestraffning måste nutraloaf slutas att användas. Vermonts version av nutraloaf har 966 kalorier per portion. I april 2010 vann sheriff Joe Arpaio från Maricopa County Arizona ett mål, sedan en federal domstol slagit fast att nutraloaf inte strider mot USA:s konstitution.